# Tiroteo de Fresno de 2019
El 17 de noviembre de 2019, hubo un tiroteo masivo en una reunión festiva para ver un partido de fútbol americano en Fresno, California, con la presencia de 35 a 40 personas, entre ellas varios niños. Cuatro personas murieron y seis resultaron heridas. Fue el tercer tiroteo masivo en California en menos de una semana; los otros habían sido el tiroteo de la escuela secundaria Saugus, que había matado a tres personas y herido a otras tres en Santa Clarita; y el asesinato-suicidio de una familia en San Diego, que había matado a cinco personas y herido a una.

## Suceso
El tiroteo ocurrió en el patio trasero de una casa cuando un grupo de amigos y familiares estaban celebrando una reunión-fiesta para ver el partido entre los Rams de Los Ángeles y los Osos de Chicago. A la fiesta habían asistido entre 35 y 40 amigos y familiares del dueño de la casa. En algún momento durante la fiesta, las mujeres y niños se habían trasladado al interior de la casa para ver la televisión, mientras que dieciséis hombres se quedaron afuera para seguir viendo el partido de fútbol. Al menos dos sospechosos se colaron a través de una puerta sin cerrar de la casa alrededor de las 6 de la tarde y abrieron fuego indiscriminadamente antes de huir a pie.

## Víctimas
Las víctimas fallecidas eran todos hombres de entre 23 y 40 años de edad. Tres hombres fueron declarados muertos en el mismo lugar mientras que otro fue transportado al Community Regional Medical Center donde murió a causa de sus heridas. Dos de los fallecidos eran conocidos cantantes del sudeste asiático.
Otras cinco personas fueron tratadas de heridas que no amenazaban su vida en el mismo hospital, mientras que otra fue tratada en un hospital diferente. Las víctimas supervivientes fueron hombres de entre 28 y 36 años. Todas las víctimas eran miembros de la comunidad hmong de Fresno.

## Investigación
El Departamento de Policía de Fresno investigó el incidente, con la ayuda de la Oficina de Alcohol, Tabaco, Armas de Fuego y Explosivos de los Estados Unidos. El Subjefe de la Policía de Fresno, Michael Reed, dijo que las víctimas fueron "probablemente el blanco", pero se desconocen las identidades y motivos de los sospechosos. El departamento movilizó un "Grupo de trabajo sobre bandas asiáticas" para investigar si el ataque estaba conectado con un reciente aumento de los crímenes violentos por parte de las bandas asiáticas, aunque no había indicios de que el tiroteo estuviese relacionado con las bandas. 

## Respuesta
En el área metropolitana de Fresno vive la mayor comunidad hmong de California y la segunda mayor de los Estados Unidos. Su comunidad expresó su tristeza y desconcierto.
Políticos como la presidenta de la Cámara de Representantes, Nancy Pelosi, y el concejal de la ciudad de Fresno, Luis Chávez, respondieron al incidente con declaraciones